# Персон, Юхан
Карл Йохан Георг Персон (Пустой шаблон {{ВД-Преамбула}} ) — шведский политик, возглавляющий Либеральную партию с 8 апреля 2022 года. Член парламента с 2018 года, от лена Эребру, ранее представлял тот же избирательный округ в 1998—2015 годах.

## Биография

### Ранняя жизнь и карьера
Персон родился в Лэнгбру в лене Эребру. Имеет степень бакалавра права Уппсальского университета. Стал членом Либеральной народной партии в 1985 году, до этого был в рядах Либеральной молодежи Швеции. До избрания в парламент в 1998 году Персон работал секретарём суда в районном суде Эребра. В 2001—2002 годах Персон был партсекретарем Либеральной народной партии. Лидер Либералов с 2022 года.
8 апреля 2022 года Ньямко Сабуни сложила полномочия главы партии. В тот же день либералы объявили, что Персон, как первый заместитель председателя, станет исполняющим обязанности лидера партии. Он возглавил либералов на парламентских выборах в Швеции в 2022 году.

## Личная жизнь
Персон живёт в Эребре с женой и четырьмя детьми.